# Баташев, Николай Иванович
Никола́й Ива́нович Баташе́в (6 мая 1915, Астрахань — 18 октября 1997, Киев) — Герой Советского Союза, участник Великой Отечественной войны.

## Биография
Родился в 1915 году в Астрахани в рабочей семье.
Работал каменщиком в Вольске (Саратовская область), позднее — на Лаганском рыбоконсервном заводе. Ушёл добровольцем на советско-финскую войну 1939 −1940 гг.
Принимал участие в сражениях Великой Отечественной войны с самого её начала. С 6 августа 1942 года Николай Баташев находился в составе 128-го армейского миномётного полка 60-й армии Воронежского фронта. В августе 1942 года за сражения под Воронежем получил медаль «За отвагу». В октябре 1943 года принимал участие в форсировании Днепра в районе Горностайполя, где получил ранение.
6 октября 1943 года участвовал в форсировании Днепра. Около Горностайполя противник перешёл в наступление. Миномётному расчёту, которым командовал Николай Баташев, была поставлена задача прикрывать отход пехоты на запасные огневые позиции. Миномётный расчёт уничтожил две пушки и до 60 солдат противника. Будучи раненым, продолжал сражение. Самоходное орудие противника подошло к миномётному расчёту на расстояние около 300—400 метров и открыло огонь прямой наводкой, уничтожив миномёт и убив наводчика. После обстрела противника получил второе ранение, но, взяв противотанковое оружие, единолично вступил в бой с противником. Вскоре после ответного удара советской артиллерии противник отступил. Разведчики эвакуировали раненного Николая Баташева.
Указом Президиума Верховного Совета СССР «О присвоении звания Героя Советского Союза генералам, офицерскому, сержантскому и рядовому составу Красной Армии» от 10 января 1944 года за «образцовое выполнение боевых заданий командования на фронте борьбы с немецко-фашистскими захватчиками и проявленные при этом отвагу и геройство» с вручением ордена Ленина и медали «Золотая Звезда» (№ 4171).
После госпиталя принимал участие в освобождении Крыма в составе 417-й стрелковой дивизии 51-й армии. В конце войны участвовал в ликвидации Курляндской группировки.
После Великой Отечественной войны жил в Киеве, работал в Киевском аэропорту Жедляны.
Умер в Киеве в 1997 году. Похоронен на Лукьяновском военном кладбище в Киеве.

## Награды
- Орден Славы III степени — за участие в освобождении Севастополя.
- Орден Ленина;
- Орден Отечественной войны I степени;
- Медаль «За Отвагу».

## Память
- В Элисте находится мемориальный комплекс Аллея Героев, на котором располагается барельеф Николая Ивановича Баташева.

## Источник
- Н. И. Баташев: Фото // Наши земляки — Герои Советского Союза: комплект из 21 фоторепродукций / фото С. М. Чупахина. — Элиста, 1975.
- Николай Иванович Баташев // Наши земляки — Герои Советского Союза. — Элиста, 1985.
- Николай Иванович Баташев: краткая биография и о его подвиге // Наши земляки — Герои Советского Союза. — Элиста, 1967.